# OpenROV

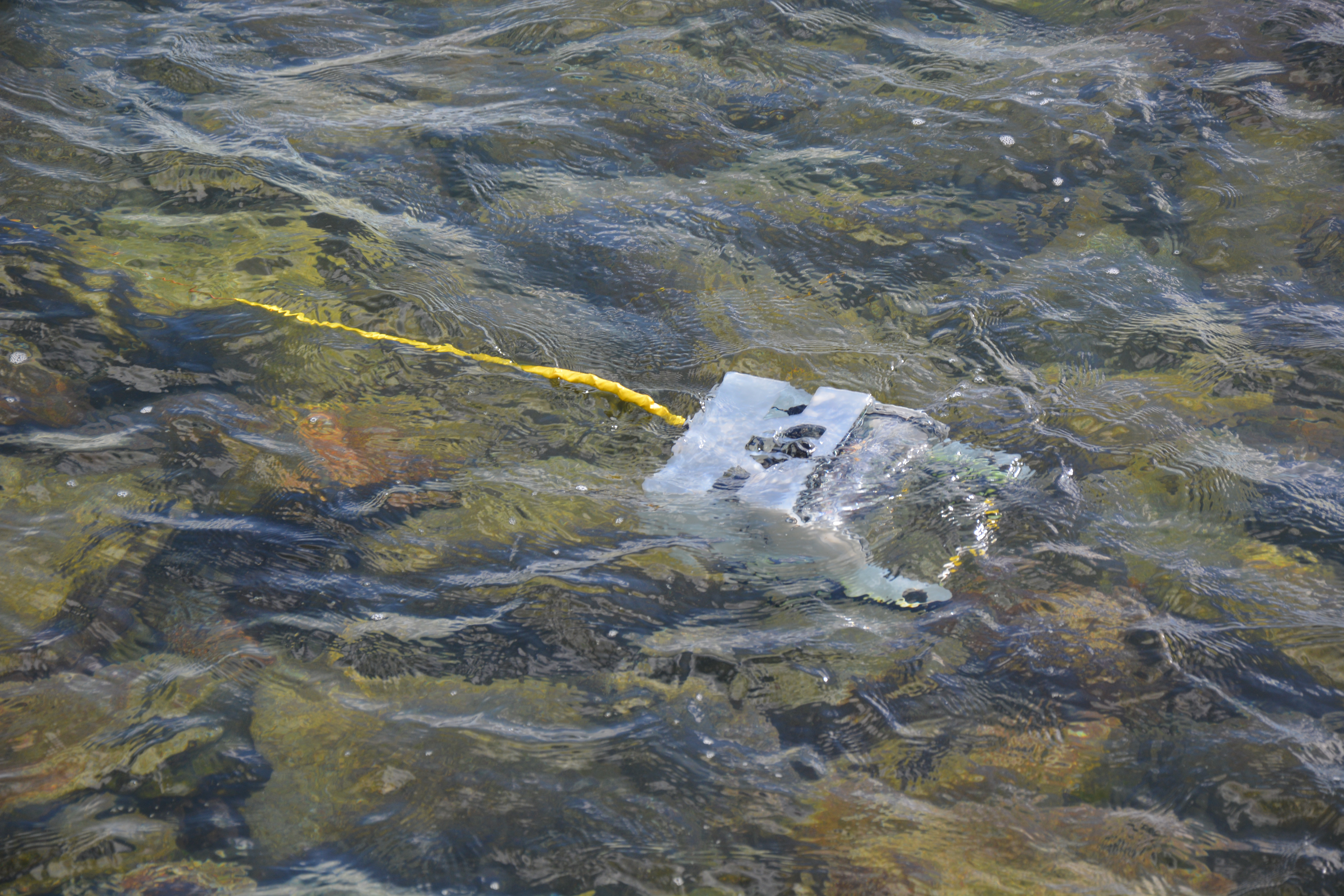
L'une des versions de l'OpenROv.

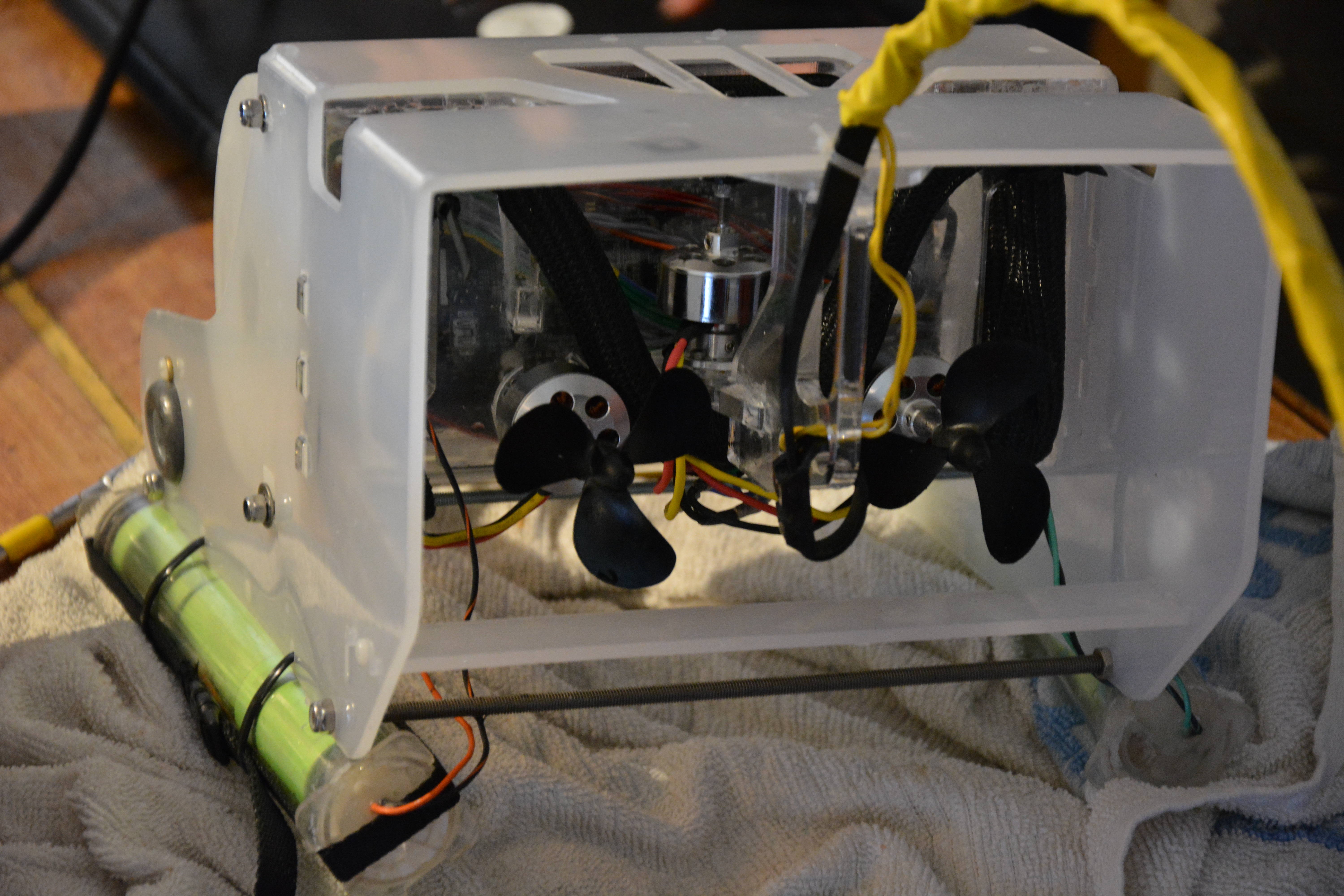
Vue d'un OpenROv (ici construit par l'Explore Foundation en France).

OpenROV est le nom d'un projet en cours de développement, diffusion et large utilisation d'un petit véhicule télécommandé subaquatique léger (dit « ROV »). Il est conçu en « open-source » et « matériel libre » distribué sous licence libre (CC BY-SA 3.0). Ce projet est en cours de développement dans le monde.
Facilement transportable, ce robot est destiné à permettre l'exploration sous-marine à vocation scientifique, éducationnelle et de découverte partagée du monde subaquatique (« crowd-source exploration »), à des prix abordables,,.
« ROV » signifie en anglais « remotely operated vehicle ».
Il peut être acheté entièrement construit, ou ses pièces peuvent être achetées (ou fabriquées) pour être montées par l'acheteur, des élèves, une association, etc.
Il est conçu pour fonctionner en eau douce, saumâtre ou salée, éventuellement dans le noir ou en eau turbide, mais pas dans une zone de fort courant, ni là où des algues filamenteuses pourraient se prendre dans les hélices. Naturellement, la caméra sera moins performante en eau turbide.

## Origine et histoire du projet

### Développeurs
Les principaux développeurs sont
- Eric Stackpole, qui a eu le premier l'idée de l’OpenROV alors qu'il était ingénieur à la NASA (où il avait été invité à travailler sur les technologies satellitales après son diplôme de fin d'étude[6]) et alors qu'il souhaitait trouver un moyen de savoir si la légende du trésor caché était basée sur un fait réel. .
- David Lang, marin autodidacte du Minnesota. Il a entendu parler de Stackpole qui construisait dans son garage un prototype de petit robot subaquatique se voulant peu couteux, mais robuste. Il lui a proposé son aide.
- Matteo Borri, c'est lui qui a conçu et produit le système électronique, les logiciels et la motorisation d’un prototype qui fut présenté en 2011 à la « World Maker Faire ».

Lang et Stackpole a co-fondé le projet OpenROV en tant que projet open-source (open-source hardware project), à la fois conçu comme une start-up, et comme une communauté de makers et communauté DIY (Do it yourself).

### La légende du «Hall City Cave»
Le développement du projet OpenROV est en partie alimenté par la légende du far-west selon laquelle de l'or volé est encore caché dans les profondeurs de la grotte inondée de l'Hôtel de Ville (Hall City Cave)  situés près d’Hayfork dans le Comté de Trinity, en Californie du Nord.
Selon la légende, quelques indiens renégats auraient volé ~ 100 livres de pépites d'or à des mineurs ou orpailleurs dans les années 1800. Étant pourchassés, pour s’alléger dans leur fuite, ces indiens renégats auraient - toujours selon la légende - jeté leur butin de pépites dans les eaux profondes des "grottes de l’Hôtel de Ville"  (Hall City Cave), sans avoir jamais pu le récupérer car ayant rapidement été arrêtés et pendus.
De nombreux aventuriers auraient tenté de retrouver cet or, sans succès, mais personne n'a été en mesure d'en explorer les parties étroites et/ou profondes,. Certains des premiers tests de l’OpenROV ont été faits dans les eaux de cette grotte,.

### Création d'une communauté ouverte dédiée au projet
En plus d'être un sous-marin robotisé, OpenROV est aussi une communauté de « makers » (bricoleurs et constructeurs) amateurs et professionnels, qui compte en 2014 des membres dans plus de 30 pays. Cette communauté contribue ainsi à l'exploration sous-marine dans de nombreux pays.

### Utilisations
Les utilisateurs qui le souhaitent peuvent partager leurs retours d'expérience avec la communauté et présenter au public leurs résultats de recherche. Par exemple :
- l'OpenROv doit être testé en milieu extrême non loin de l'Everest pour « la collecte de données dans les lacs supraglaciaires au cours de deux campagnes de terrain sur le glacier du Khumbu, le plus élevé dans le monde » afin de « comprendre la variabilité de l'approvisionnement en eau » des lacs glaciaires dans l'Himalaya ; L'OpenROV sera testé pour la mesure de la température et la profondeur de ces lacs supra-glaciaires, données ne pouvant être acquises par satellites[11].
- Il est utilisé par des scientifiques et étudiants en biologie marine et en science de la conservation en partenariat avec l'Université de Papouasie-Nouvelle-Guinée (6 écologues et ingénieurs/explorateurs et 25 étudiants lors d'une mission d'exploration d'un mois).

Ce robot a notamment été utilisé pour étudier ou explorer des épaves, des galeries de mines inondées, des lacs naturels ou artificiels, des cours d'eau, etc.

## Caractéristiques techniques
Dans sa version classique, l'OpenROV est,.
- un mini sous-marin commandé à distance (par fil, avec interface sans fil possible en surface) ;
- poids : environ 2,5 kg ;
- volume et dimensions :  15 cm x 20 cm x 30 cm ;
- matériaux : matériaux courants (métal, plastique) ;
- alimentation en Énergie : piles électriques ;
- électronique embarquée : carte et composants informatiques de Nano-ordinateur BeagleBoard (micro-contrôleur arduino) fonctionnant sous Linux (pièces les plus coûteuses de l'engin, avec environ $90) ;
- moyen de contrôle :  Le sous-marin est contrôlé à partir d'un ordinateur portable connecté au sous-marin par un câble, et via un logiciel dédié, au clavier ou via un joystick ;
- éclairage embarqué : Deux sources lumineuses (Led) ;
- moyen de vision : caméra embarquée (avec possibilité de déclencher à distance une prise de photo), l’objectif étant orientable de haut en bas[3]. Un logiciel permet de visualiser à distance sur un écran ce que « voit » le robot, avec sur le même écran de nombreuses autres informations sur le comportement du ROV[14]

## Projet ouvert
L’OpenROV est un projet de type  open-source hardware (la liste des pièces et les plans de construction et d’assemblage sont disponibles pour tous, gratuitement). Les développeurs souhaitent ainsi démocratiser l’exploration des environnements subaquatiques.

## Prospective, nouvelles pistes d'utilisation
Ce robot a notamment été proposé pour l'étude de systèmes résilients de robots subaquatiques collaborant entre eux, système qu'on voudrait rendre plus tolérant aux pannes ou aléas (ex robot piégé dans les algues...), dans ce cas grâce à un système d'« actionneur virtuel » tel que proposé par Steffen en 2005 et la mise en place d'une forme de centralisation ou au contraire de mise en œuvre décentralisée.
- Dans l'approche centralisée, chaque robot peut envoyer des informations sur son propre état à un actionneur virtuel unique qui calcule la reconfiguration nécessaire de l'ensemble du système, un robot pouvant alors en aider un autre ;
- Dans l'option décentralisée, chaque robot dispose de son propre actionneur virtuel capable de traiter les défauts et failles locales au sein d'une unité de robots collaborateurs. 
Lidia Furno a& al ont ainsi simulé le transport et positionnement d'une perceuse sous-marine par trois robots de type OpenRov devant collaborer pour mener cette mission à bien[16].

La version trident commercialisée et issue de ce projet est dotée d'une connexion filaire et d'une radio sans fil vers un smartphone, un ordinateur portable ou la tablette de l'opérateur, et une attache Kevlar permet de le manipuler et récupérer plus facilement. Des modules complémentaires sont prévus pouvant être attachés au ROV via des attaches standard, l'interface avec le ROV pouvant alors se faire par Wi-Fi.